# Herzog von Frías

Wappen der Herzöge von Frías

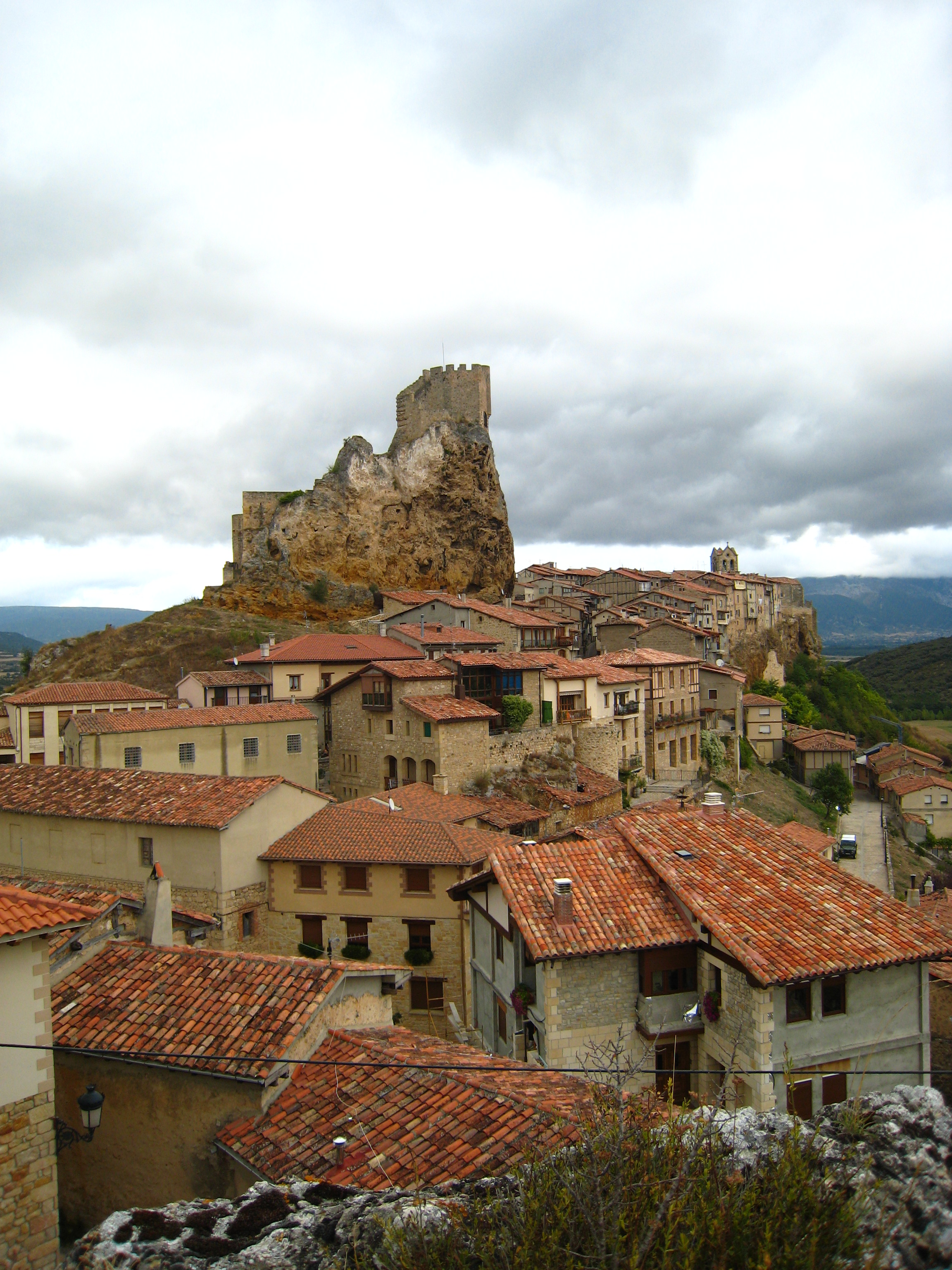
Frías

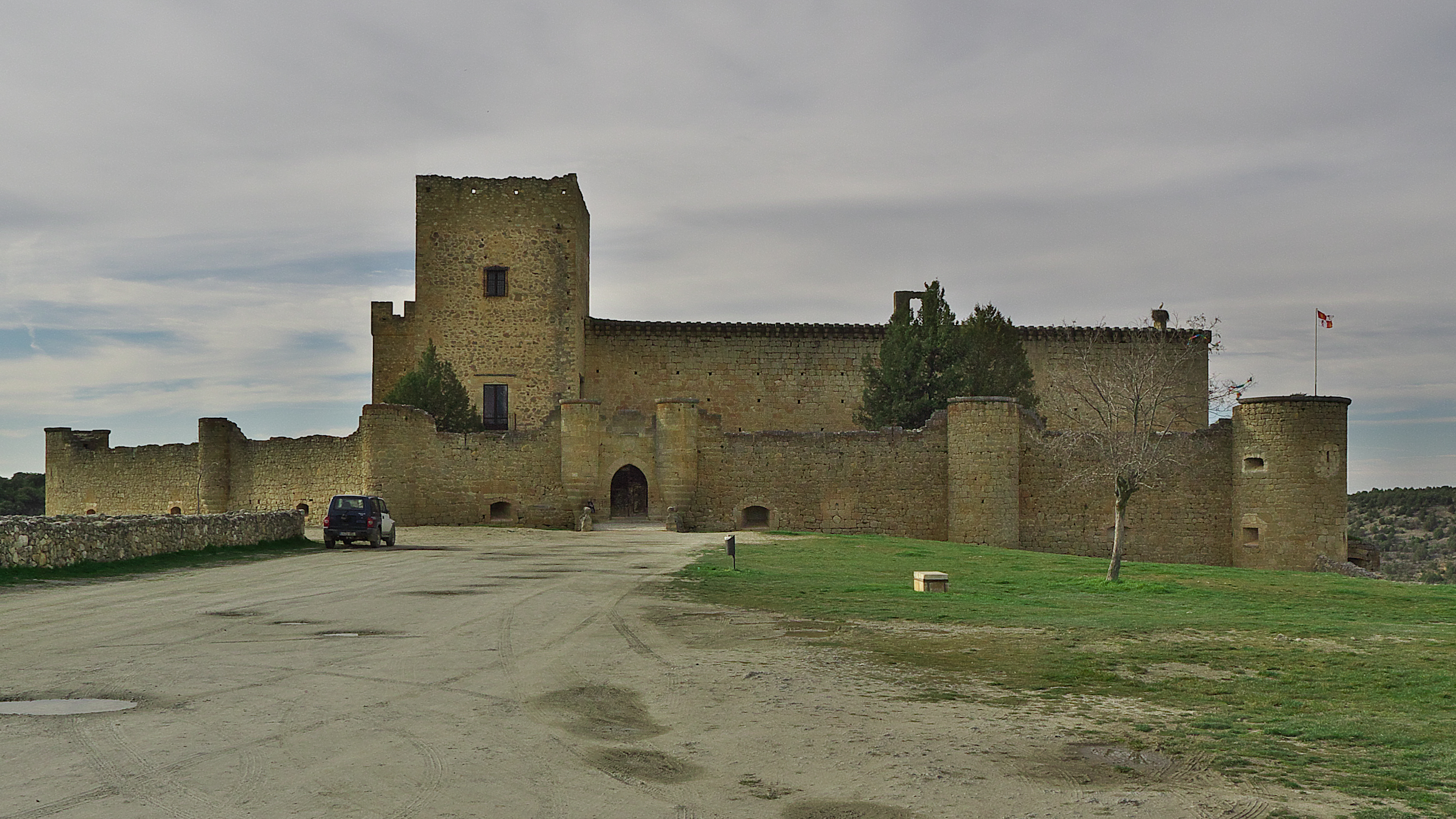
Burg Pedraza

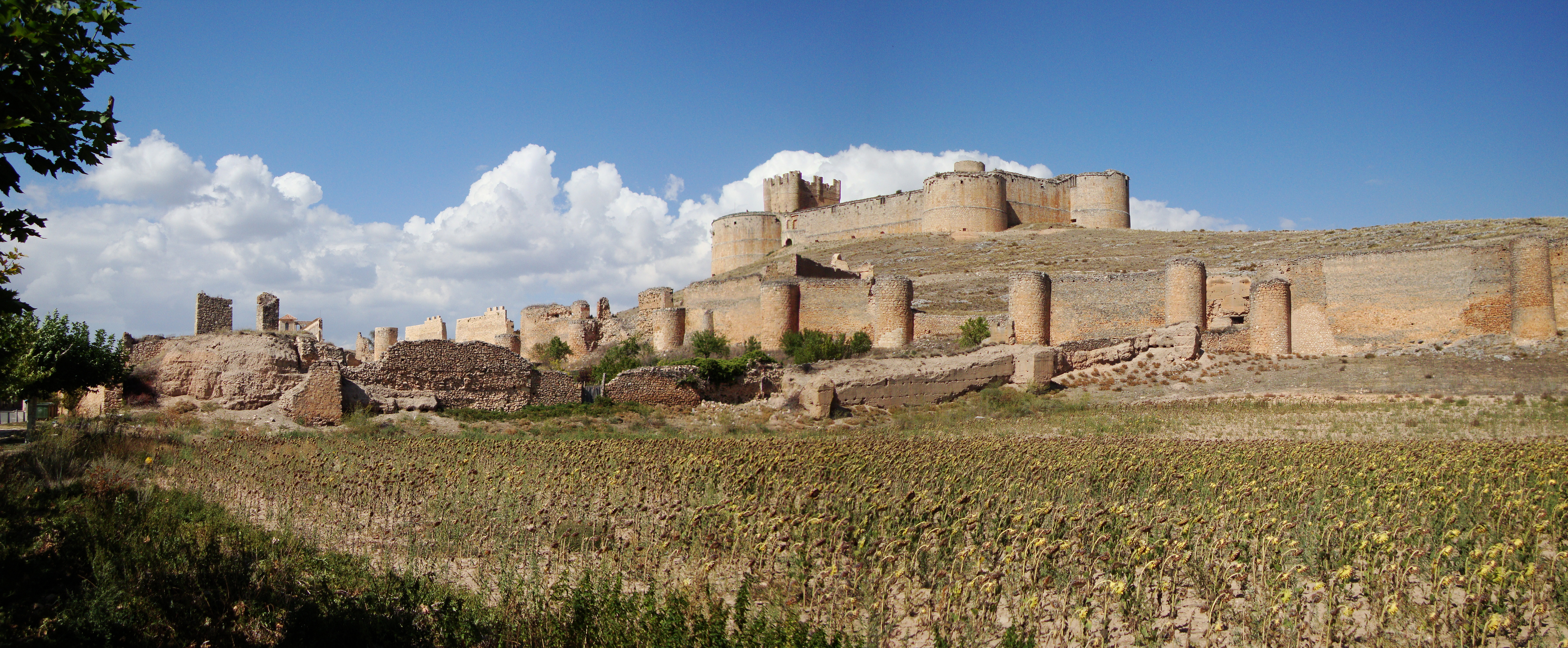
Burg Berlanga de Duero

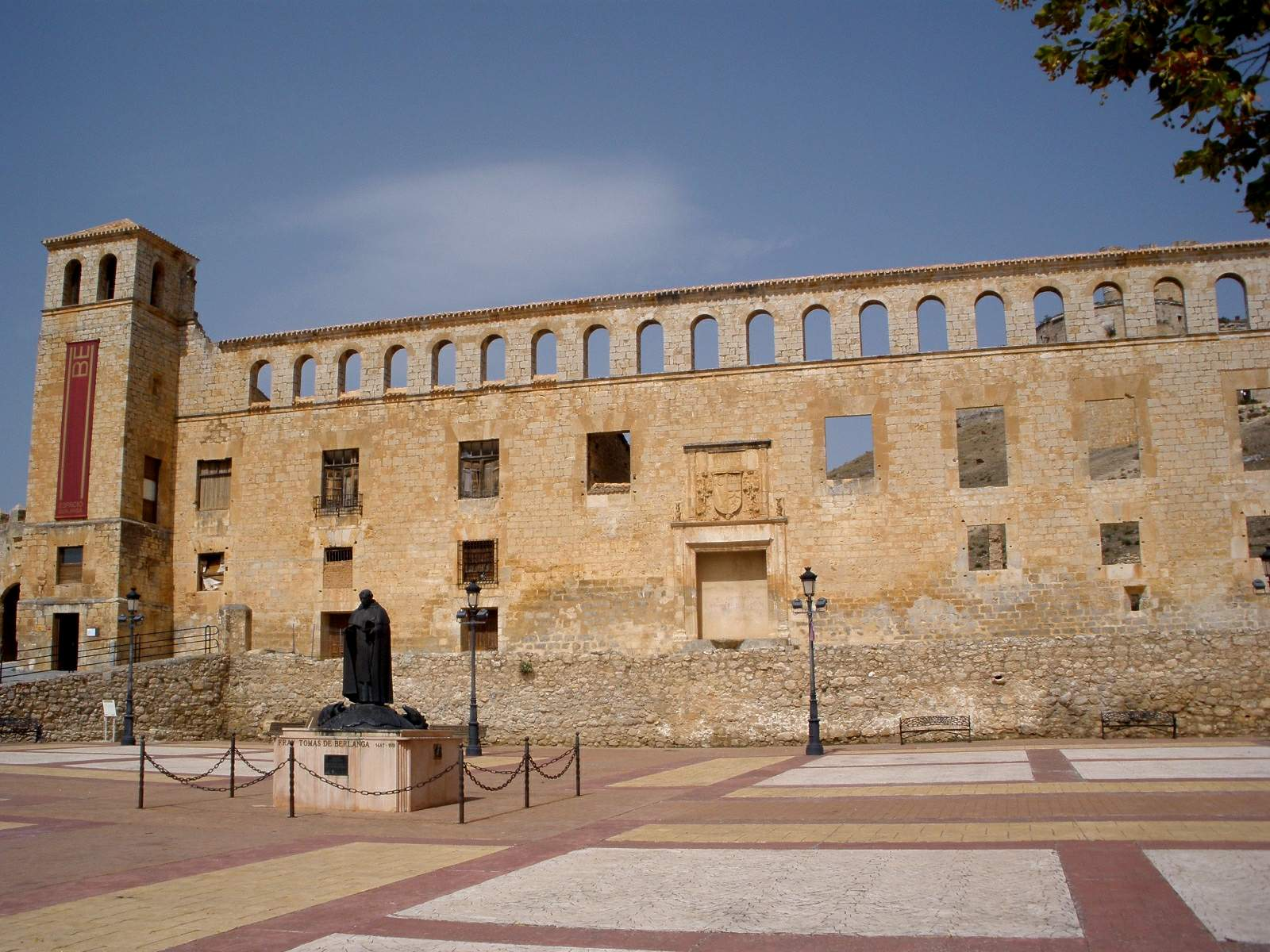
Palast der Herzöge von Frías in Berlanga de Duero

Der Titel Herzog von Frías ist einer der wichtigsten im spanischen Hochadel; er wurde im Jahr 1492 von den Katholischen Königen Don Bernardino I. Fernández de Velasco verliehen, 3. Conde de Haro, Konnetabel von Kastilien, und Sohn von Pedro Fernández III. de Velasco. Im Jahr 1520 machte König Karl I. die Herzöge von Frías zu Granden von Spanien. Die Lehnsherrschaften der Herzöge von Frías befanden sich bei Frías, Soria, Burgos, Palencia, Álava, La Rioja, in der Provinz Zamora und im östlichen Kantabrien.

## Herzöge von Frías
- Bernardino I. Fernández de Velasco (1454–1512), 3. Conde de Haro, 7. Condestable de Castilla (Konnetabel von Kastilien), 1. Duque de Frías; ⚭ Blanca de Herrera, Tochter von García González de Herrera, Erbin der Burg Pedraza
- Iñigo Fernández de Velasco (1462–1528), dessen Bruder, 2. Duque de Frías, 8. Condestable de Castilla; ⚭ 1480 María de Tovar y Vivero, 6. Señora de Berlanga, Tochter und Erbin von Luis de Tovar, 5. Señor und Markgraf de Berlanga de Duero
- Pedro IV. Fernández de Velasco († 1559), deren Sohn, 3. Duque de Frías, 9. Condestable de Castilla; ⚭ Juliana Ángeles de Velasco y Aragón, 1. Condesa de Castilnoivo, Tochter von Bernardino de Velasco, 1. Duque de Frías, ohne Nachkommen.
- Iñigo Tovar y Velasco, später: Iñigo de Tovar y Velasco (1520–1585), dessen Neffe, 4. Duque de Frías, 9. Condestable de Castilla, Sohn von Juan de Tovar y Velasco und Juana Enríquez de Rivera Portocarrero y Cardenas; ⚭ Ángela de Guzmán y Aragón.
- Juan Fernández de Velasco y Tobar (1550–1613), deren Sohn, 5. Duque de Frías, 10. Konnetabel von Kastilien, 1592–1595 Gouverneur des Herzogtums Mailand; ⚭ I María Girón de Guzmán, Tochter von Pedro Girón de la Cueva, 5. Conde de Ureña, 1. Duque de Osuna; ⚭ II Juana Fernández de Córdoba y Enríquez Aragón, Tochter von Luis Fernández de Córdoba Cardona y Aragón (aus der Familie der Herzöge von Segorbe)
- Bernardino Fernández de Velasco y Tovar (1609–1652), dessen Sohn, 6. Duque de Frías, 11. Condestable de Castilla; ⚭ I Isabella María de Guzmán, Tochter von Gabriel Núñez de Guzmán, 9. Señor y 1. Marqués del Toral; ⚭ II María Enríquez Sarmiento de Mendoza, Tochter von Diego Sarmiento de Mendoza, 9. Conde de Ribadavia
- Iñigo Melchor Fernández de Velasco y Guzmán (1635–1696), dessen Sohn, 7. Duque de Frías, 12. Condestable de Castilla; ⚭ I Josefa Jacinta Fernández de Córdova Figueroa, Tochter von Alfonso Fernández de Córdoba y Figueroa, el Mudo, 5. marqués de Priego, 2. marqués de Montalbán, 3. marqués de Villafranca; ⚭ II María Teresa de Benavides y Corella, Tochter von Diego IV de Benavides y de la Cueva, 1. marqués de Solera, keine Nachkommen
- José Fernández de Velasco y Tovar († 1713), dessen Neffe, 8. Duque de Frías, 13. Condestable de Castilla, Sohn von Francisco Baltasar y María Catalina de Carvajal Enríquez y Sarmiento; ⚭ I Ángela de Benavides Ponce de León, Tochter von Luis de Benavides Carrillo de Toledo, 5. Marqués de Frómesta, Marqués de Caracena; ⚭ II Ana María Téllez-Girón, Tochter von Gaspar Téllez-Girón y Sandoval, 5. Duque de Osuna
- Bernardino Fernández de Velasco y Tovar († 1727), dessen Sohn aus erster Ehe, 9. Duque de Frías, 14. Condestable de Castilla, 1646–1647 Gouverneur des Herzogtums Mailand; ⚭ Rosa de Toledo y Portugal, Tochter von Manuel Joaquín Garcí-Álvarez de Toledo y Portugal de Córdoba Zúñiga Pimentel Monroy y Ayala, 8. Conde de Oropesa, keine Nachkommen
- Agustín Fernández de Velasco (1669–1741), Enkel von Luis de Tovar y Velasco (Bruder des 6. Herzogs), 10. Duque de Frías, Condestable de Castilla; ⚭ Manuela Pimentel y Zúñiga, Tochter von Francisco Casimiro Antonio Pimentel de Quiñones y Benavides, 12. Conde y 9. Duque de Benavente
- Bernardino IV. Fernández de Velasco Pimentel († 1771), dessen Sohn, 11. Duque de Friás, Condestable de Castilla; ⚭ María Josefa Pacheco Téllez-Girón de Toledo y Portugal, Tochter von Manuel Gaspar Alonso de Sandoval Téllez-Girón, 5. Duque de Uceda,
- Martín Fernández de Velasco (1729–1776), dessen Bruder, 12. Herzog von Frías, Condestable del Reino de Castilla; ⚭ Donna Maria Isabella Spinola, 6. Duchessa di San Pietro in Galatino, Principessa di Molfetta, Tochter von Francesco Maria Spinola, Principe di Molfetta, 5. Duca di San Pietro in Galatino, ohne Nachkommen
- Diego Antonio María de la Portería Severo Andrés José Joaquín López Pacheco Téllez-Girón Gómez de Sandoval, ab 1779: rés José Joaquín López Pacheco Téllez-Girón Gómez de Sandoval, al (1779) Diego Fernández de Velasco López Pacheco Téllez-Girón, al Diego Fernández de Velasco López Pacheco Téllez-Girón Toledo Portugal Guzmán Tovar Enríquez Ayala Carrillo Cárdenas Monroy y Córdova (1754–1811), 13. Duque de Frías, Sohn von María Portería Fernández de Velasco y Pacheco (Tochter des 11. Herzogs) und Andrés Manuel Alonso Téllez-Girón Pacheco y Toledo; ⚭ Francisca de Paula Joaquina María de Gracia Egipciaca Sinforosa de Benavides y Fernández de Córdoba, Tochter von Antonio de Benavides y de la Cueva, 2. Duque de Santisteban del Puerto
- Bernardino Fernández de Velasco Pacheco Téllez-Girón Toledo Portugal Guzmán Tovar Enríquez Ayala Carrillo Cárdenas Monroy Córdova y Bracamonte (1783–1851), dessen Sohn, 14. Duque de la ciudad de Frías, 14. Duque de Escalona, 9. Duque de Uceda; ⚭ I María Ana Teresa de Silva Bazán y Waldstein, Tochter von José Joaquín de Silva Bazán y Sarmiento, 9. marqués de Santa Cruz de Mudela etc.; ⚭ II María de la Piedad Roca de Togores y Valcárcel, Escorcia y Pío di Savoia, Tochter von Juan Nepomuceno I Roca de Togores y Scorcia, 1. Conde de Pinohermoso; ⚭ III Ana Jaspe y Macías, Tochter von Domingo Jaspe
- José María Bernardino Silverio Fernández de Velasco y Jaspe (1836–1888), dessen Sohn aus dritter Ehe, 15. Duque de Frías; ⚭ I Victoire Balfe y Roser, Tochter von Michael William Balfe; ⚭ II Maria del Carmen Josefa de Copertino Rosa Jenara principessa Pignatelli d’Aragona, Tochter von Juan Vicente Pignatelli y Antentas
- Bernardino VI. Fernández de Velasco al Pacheco y Balfe (1866–1916), dessen Sohn, 16. Duque de Frías; ⚭ 1892 Mary Boleyn Knowles, Tochter von Sir Charles George Frederick Knowles, 3. Baronet, of Lovell Hill, ohne Nachkommen
- Guillermo Fernández de Velasco y Balfe, später: Fernández de Velasco y Balfe, Jaspe y Roser (1870–1937), dessen Bruder, 17. Duque de Frías; ⚭ Carolina Sforza-Cesarini Dei Conti di Santa Fiora, Tochter von Bosio Sforza Cesarini
- José María de la Concepción Fernández de Velasco y Sforza-Cesarini Balfe y Santa Croce (1910–1986), dessen Sohn, 18. Duque de Frías; ⚭ María de Silva y Azlor de Aragón Carvajal y Hurtado de Zaldívar, Tochter von Luis María de Silva y Carvajal, 2. Duque de Miranda, ohne Nachkommen.
- Francisco de Borja Soto y Moreno Martorell y de la Serna, 19. Duque de Frías; da der 18. Herzog keine Nachkommen hatte, ging der Titel 1999 an Francisco de Borja, einen Nachkommen des Hauses Escalona.